# Halacarellus lubricus
Halacarellus lubricus är en kvalsterart som beskrevs av Bartsch 1986. Halacarellus lubricus ingår i släktet Halacarellus och familjen Halacaridae. Inga underarter finns listade i Catalogue of Life.